# En avant la musique (film, 1940)
Pour les articles homonymes, voir En avant la musique (homonymie).
Pour plus de détails, voir Fiche technique et Distribution.
En avant la musique (Strike Up the Band) est un film musical américain en noir et blanc réalisé par Busby Berkeley, sorti en 1940.
L'histoire écrite pour la comédie musicale Strike Up the Band de 1927 et sa révision réussie à Broadway en 1930 n'ont pas de lien avec ce film, à part la chanson titre.

## Synopsis
Le jeune Jimmy Connors décide de former un orchestre dansant dans son lycée et d'aller à Chicago participer au concours du meilleur orchestre lycéen, que parraine le célèbre chef d'orchestre Paul Whiteman. Tout ce dont Jimmy a besoin, c'est de deux cents dollars ; pour les obtenir il organise un spectacle mélodramatique avec l'aide de Mary Holden et d'autres collègues. Cependant, après avoir reçu l'argent, il en fait don à la mère de l'ami Willie Brewster, qui a un besoin urgent d'être opéré. Le concours tombe-t-il à l'eau ? 
Non, heureusement, car voici que Paul Whiteman débarque en chair et en os dans la ville de Jimmy.

## Fiche technique
- Titre : En avant la musique
- Titre original : Strike Up the Band
- Réalisation : Busby Berkeley
- Scénario : John Monks Jr., Fred Finklehoffe
- Production : Arthur Freed
- Directeur de la photographie : Ray June
- Ingénieur du son : Douglas Shearer
- Musique originale : Roger Edens et George E. Stoll
- Direction artistique : Cedric Gibbons
- Décors de plateau : Edwin B. Willis
- Costumes : Dolly Tree et Gile Steele
- Montage : Ben Lewis
- Société de production et de distribution : Metro-Goldwyn-Mayer
- Pays de production : États-Unis
- Genre : film musical et comédie romantique
- Durée : 120 min
- Format : noir et blanc - 35 mm - 1,37:1 - Son Mono (Western Electric Sound System)
- Dates de sortie : 
  - États-Unis : 27 septembre 1940
  - France : 18 janvier 1950

## Distribution
- Mickey Rooney : James 'Jimmy' Connors
- Judy Garland : Mary Holden
- June Preisser : Rosalie Essex
- William Tracy : le juge John Black
- Larry Nunn : Molly Moran
- Margaret Early : Joe Moran
- Enid Bennett : Mme Morgan
- Howard Hickman : le docteur
- Francis Pierlot : M. Judd
- Sarah Edwards : Mlle Hodges
- Phil Silvers
- Paul Whiteman et son orchestre